# Đại học Xây dựng Bucharest
Đại học Xây dựng Bucharest (tiếng Rumani: Universitatea Tehnică de Construcţii din București, viết tắt là UTCB) là một cơ sở giáo dục đại học lâu đời tại Bucharest, Romania chuyên đào tạo các chuyên gia trong lĩnh vực kỹ thuật dân dụng, kỹ thuật môi trường, kỹ thuật nhà máy, kỹ thuật trắc địa và kỹ thuật cơ khí xây dựng. Đại học Kỹ thuật Xây dựng Bucharest là một trung tâm cấp khu vực về giáo dục và nghiên cứu trong lĩnh vực xây dựng và củng cố kỹ thuật dân dụng tại Romania. UTCB là thành viên của Liên minh các trường đại học kỹ thuật Romania (ARUT).

## Lịch sử
Tiền thân của UTCB là “Trường Khảo sát Đất đai” và “Trường Cầu, Đường và Mỏ” được thành lập tại Bucharest lần lượt vào năm 1818 và 1867 trước khi được hợp nhất thành UTCB như ngày nay vào năm 1948. Đây là trường đại học duy nhất của Romania tập trung hoàn toàn cho giáo dục kỹ thuật dân dụng.
Sau khi các bước đánh giá thể chế được thực hiện bởi Cơ quan Đảm bảo Chất lượng Giáo dục Đại học Romania (ARACIS), UTCB đã được cấp Xếp hạng Độ tin cậy Cao.

## Học thuật
Trường được tổ chức thành 7 khoa và một bộ môn. Trường cung cấp các chương trình học 4 năm cấp bằng Cử nhân Khoa học Kỹ thuật cũng như các chương trình sau đại học như bằng Thạc sĩ (chương trình 2 năm) và Tiến sĩ (chương trình 3 năm).

## Cựu sinh viên nổi bật
- Phạm Minh Chính, Ủy viên Bộ Chính trị, Thủ tướng Chính phủ nước Cộng hòa xã hội chủ nghĩa Việt Nam.
- Călin Popescu-Tăriceanu, Cựu Thủ tướng Romania từ 2004 đến 2008
- Ștefan Andrei, Cựu Ngoại trưởng Romania bị bắt sau Cách mạng România năm 1989